# It Amazes Me
It Amazes Me é o segundo álbum de estúdio da cantora e atriz estadunidense Liza Minnelli. O lançamento ocorreu em maio de 1965, pela Capitol Records.
Após o sucesso de seu primeiro álbum, intitulado Liza! Liza!, em setembro de 1964, Minnelli permaneceu ocupada com a turnê do musical off-Broadway The Fantasticks. Além disso, ela fez aparições na televisão e uma série de apresentações no London Palladium ao lado de sua mãe, a cantora e atriz Judy Garland. A gravadora queria aproveitar a exposição e gravar um novo álbum que conseguisse o êxito de seu antecessor.
As gravações tiveram início em dezembro de 1964 e terminaram em janeiro de 1965. A cantora trabalhou com a mesma equipe que a ajudou a produzir e criar Liza! Liza!, nos estúdios da Capitol Records, em Nova York, localizados no número 151 da West 46th Street. Essa equipe incluía o produtor Si Rady e o arranjador e maestro orquestral Peter Matz.
Em 24 de abril, a revista Billboard publicou um anúncio da Capitol, sobre o segundo disco de Minneli que seria lançado pelo selo. No mesmo anúncio, foi revelado que seu título seria It Amazes Me. Em 15 de maio do mesmo ano, a Billboard anunciou que o lançamento ocorreria naquele mês.
Apesar de nunca ter sido lançado individualmente no formato CD, as onze faixas, em sua ordem original, apareceram em duas coletâneas lançadas pela Capitol Records, a saber: The Complete Capitol Collection, de 2006, que adota à capa original de Liza! Liza!; e na compilação Finest, de 2009. A primeira compilação citada traz uma canção que foi gravada durante as sessões de It Amazes Me mas foi excluída da lista de faixas final: o meldley "Walk Right In" / "How Come You Do Me Like You Do".

## Recepção crítica
| Críticas profissionais | Críticas profissionais |
| Avaliações da crítica  | Avaliações da crítica  |
| Fonte                  | Avaliação              |
| ---------------------- | ---------------------- |
| AllMusic               | [ 3 ]                  |
| High Fidelity          | Favorável              |

As resenhas dos críticos especializados em música foram favoráveis. William Ruhlmann, do site AllMusic, avaliou o álbum com três estrelas e meia de cinco. Ele escreveu que o álbum foi criado para competir com a cantora e atriz Barbra Streisand, a ponto de os arranjos e a escolha do repertório assemelharem-se ao material que Streisand fazia naquela época. Observou que os gostos do produtor Peter Matz ficaram evidentes nas escolhas das canções, que priorizavam músicas obscuras da Broadway. Concluiu afirmando que "o LP como um todo foi outro esforço sólido de uma artista jovem, porém claramente talentosa".
O crítico da revista High Fidelity escreveu que embora haja semelhança de Minnelly com sua mãe, "ela possui sua própria forma de projeção emocional", o que inclui também bom humor e uma voz potente. Ele pontuou que nas faixas "Wait Till You See Her" e "My Shining Hour", ela lembra a mãe mas ainda assim consegue se destacar e dar algo novo a música". Por fim, escreveu que se Minnelli se afastar da "tentação óbvia de modelar-se muito de perto após sua mãe", seu potencial seria ilimitado.

## Desempenho comercial
Comercialmente, não obteve o êxito de seu antecessor e falhou em aparecer na parada de sucessos Billboard 200.

## Lista de faixas
- Créditos adaptados do LP It Amazes Me, de 1965.[12]

| N.º | Título                                      | Compositor(es)                | Duração |  |
| 1.  | "Wait Till You See Him"                     | Richard Rodgers, Lorenz Hart  | 2:40    |  |
| 2.  | "My Shining Hour"                           | Johnny Mercer, Harold Arlen   | 3:15    |  |
| 3.  | "I Like The Likes Of You"                   | Vernon Duke, Yip Harburg      | 2:15    |  |
| 4.  | "It Amazes Me"                              | Cy Coleman, Carolyn Leigh     | 3:06    |  |
| 5.  | "Looking At You"                            | Cole Porter                   | 2:37    |  |
| 6.  | "I Have Never Seen Snow"                    | Arlen                         | 5:00    |  |
| 7.  | "Plenty Of Time"                            | Kander, Ebb                   | 4:13    |  |
| 8.  | "For Every Man There's A Woman"             | Arlen, Leo Robin              | 2:37    |  |
| 9.  | "Lorelei"                                   | George Gershwin, Ira Gershwin | 2:32    |  |
| 10. | "Shouldn't There Be Lightning?"             | Alexander, Goldenberg         | 3:05    |  |
| 11. | "Nobody Knows You When You're Down And Out" | Jimmy Cox                     | 2:45    |  |